# 콩코르디아 신전
콩코르디아 신전(이탈리아어: Tempio della Concordia, 그리스어: Ναός της Ομόνοιας)은 이탈리아 시칠리아 남부 해안의 아그리젠토(그리스어: Ακράγας) 소재의 신전의 계곡에 있는 마그나 그라이키아 시대의 고대 그리스 신전이다. 이 신전은 시칠리아에서 가장 크고 가장 잘 보존된 도리스 양식의 신전이며, 전반적으로도 가장 잘 보존된 그리스 신전 중 하나이다. 헤라클레스 신전에서 동쪽으로 약 1킬로미터 떨어진 곳에 위치해 있다.

## 설명

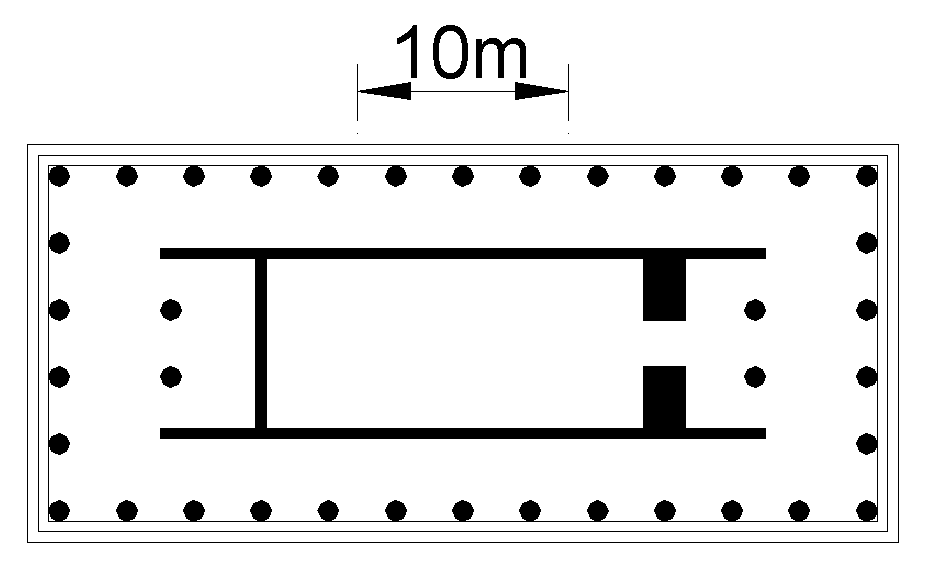
신전의 평면도

이 신전은 기원전 440~430년경에 건축되었다. 잘 보존된 페리스타시스(기둥 회랑)는 6열 × 13열의 기둥으로 이루어져 있으며, 4단의 크레피도마(기단) 위에 서 있다.(크기는 39.42m × 16.92m, 높이는 8.93m) 켈라의 크기는 28.36m × 9.4m이다. 높이 6m의 기둥에는 20개의 세로 홈이 파여 있으며, 위쪽으로 갈수록 가늘어지고 가운데가 불룩한 조화로운 엔타시스 형태를 띠고 있다.
인근에 있는 유노 신전과 마찬가지로, 이 신전 역시 바위 지형의 울퉁불퉁함을 극복하기 위해 견고한 기초 위에 지어졌다. 로마의 조화의 여신의 이름을 딴 ‘콩코르디아’라는 이름은 인근에서 발견된 라틴어 비문에 기반해 붙여졌지만, 실제 신전과는 관련이 없다.
이 신전은 6세기에 아그리젠토의 주교였던 산 그레고리오 델레 라페에 의해 사도 베드로와 바울에게 헌정된 기독교 바실리카로 개조되었고, 그 덕분에 이교 신전들이 파괴되던 시기를 피할 수 있었다. 이 과정에서 기둥 사이 공간은 벽으로 메워져 고전 그리스 건축 형태가 변경되었다. 고대에는 숭배상을 모셨던 주요 공간인 켈라와 그 옆의 오피스토도모스(뒷방) 사이의 구획은 사라졌고, 켈라의 벽은 회랑을 따라 아치 형태로 잘려나갔다. 이러한 기독교식 개조는 1785년 복원 과정에서 제거되었다. 또 다른 기록에 따르면, 토레무차 공작이 제단을 다른 곳으로 옮기고 1788년에 고전 건축물의 복원을 시작했다고 한다.
2007년 발표된 한 논문에 따르면, 이 신전은 “파르테논 신전을 제외하면 세계에서 가장 잘 보존된 도리스 양식 신전”이다.

## 갤러리

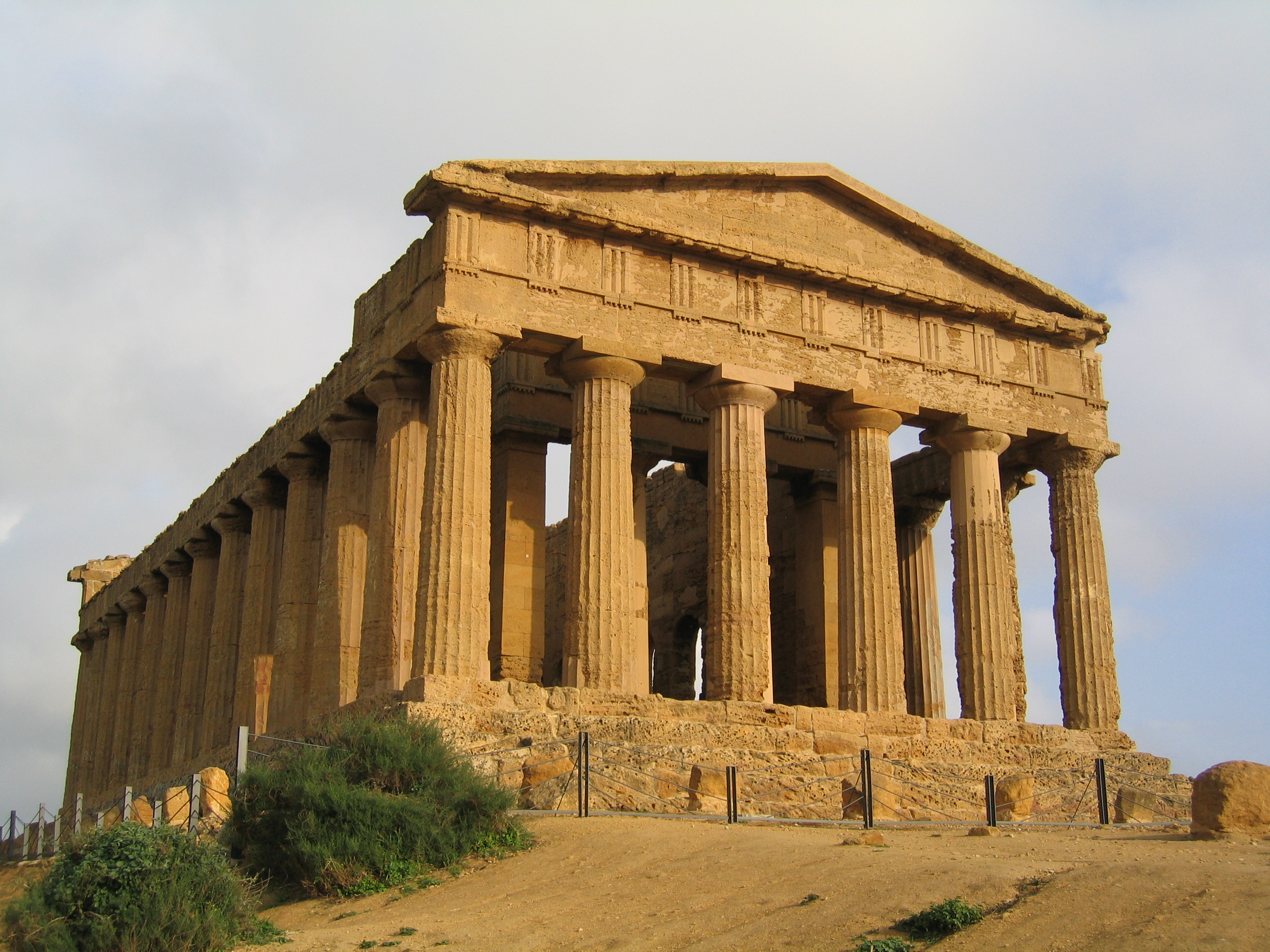
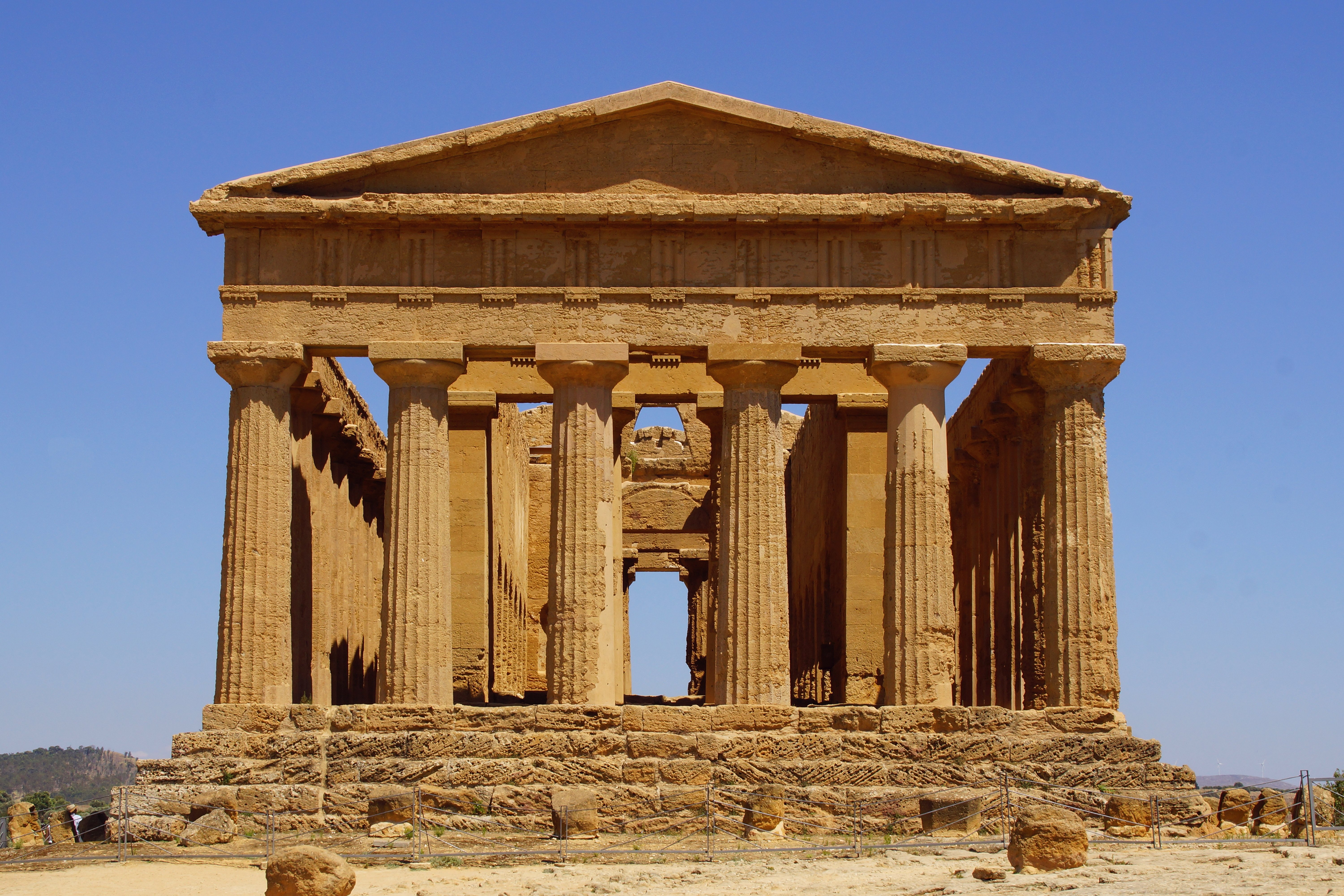
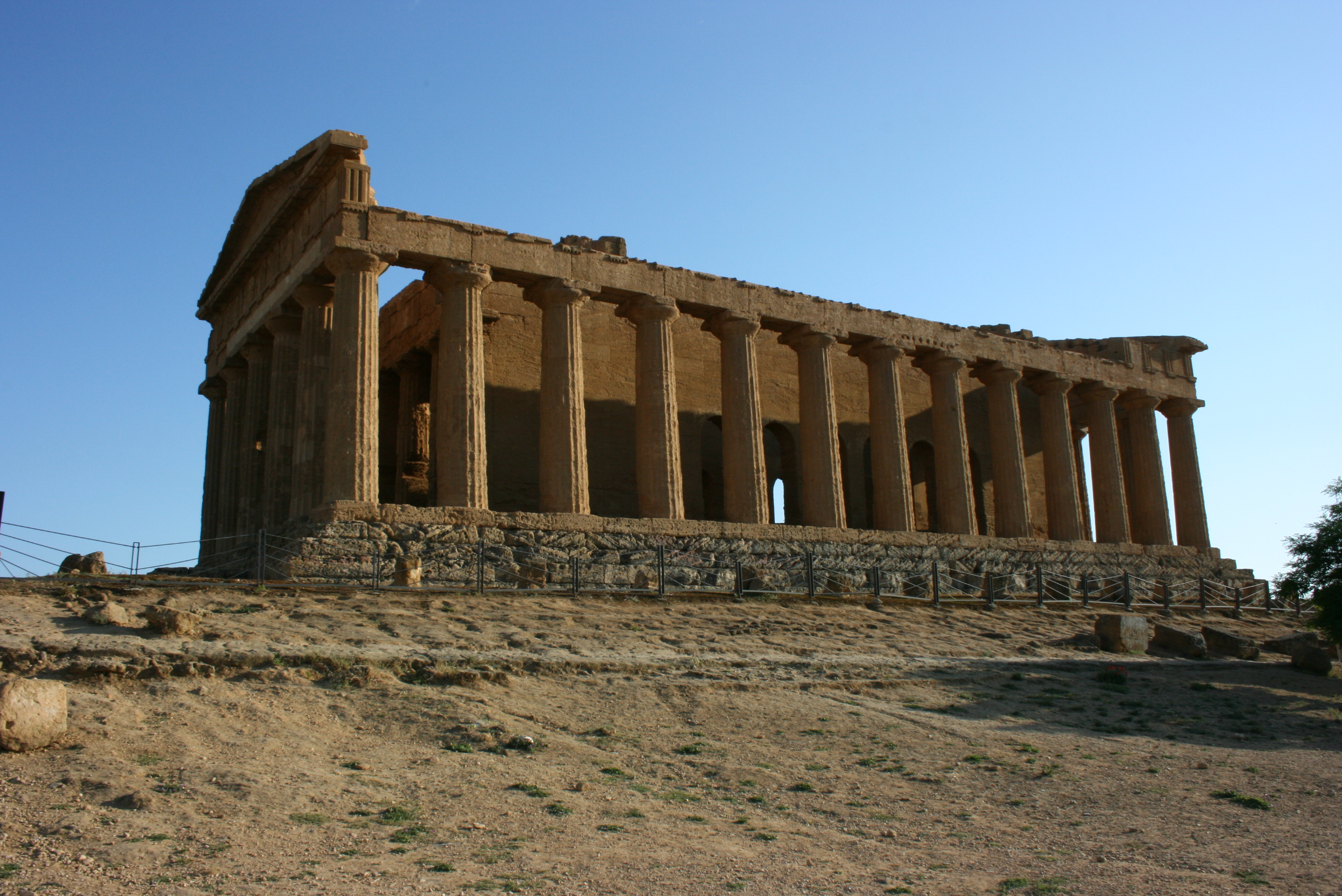
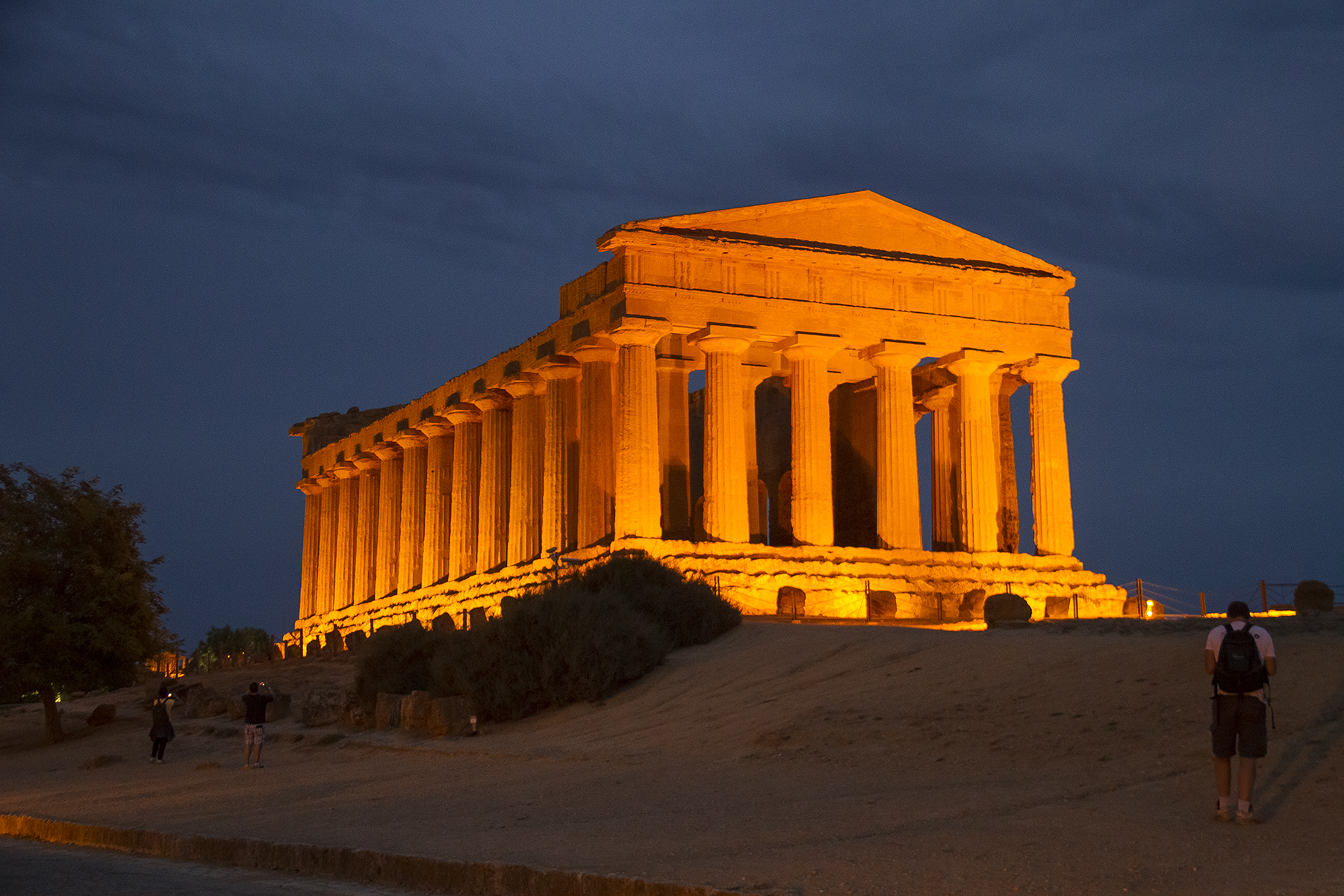
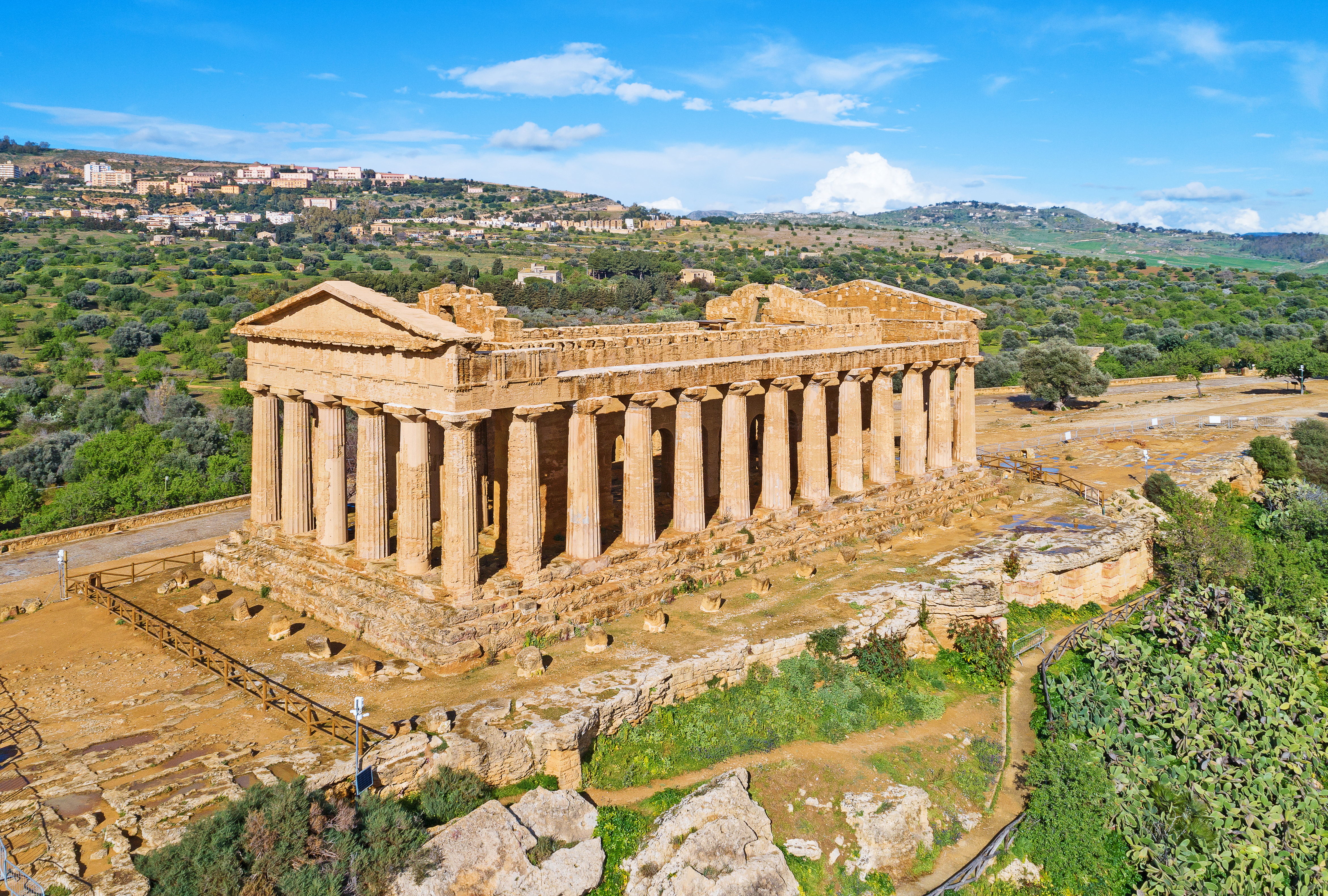
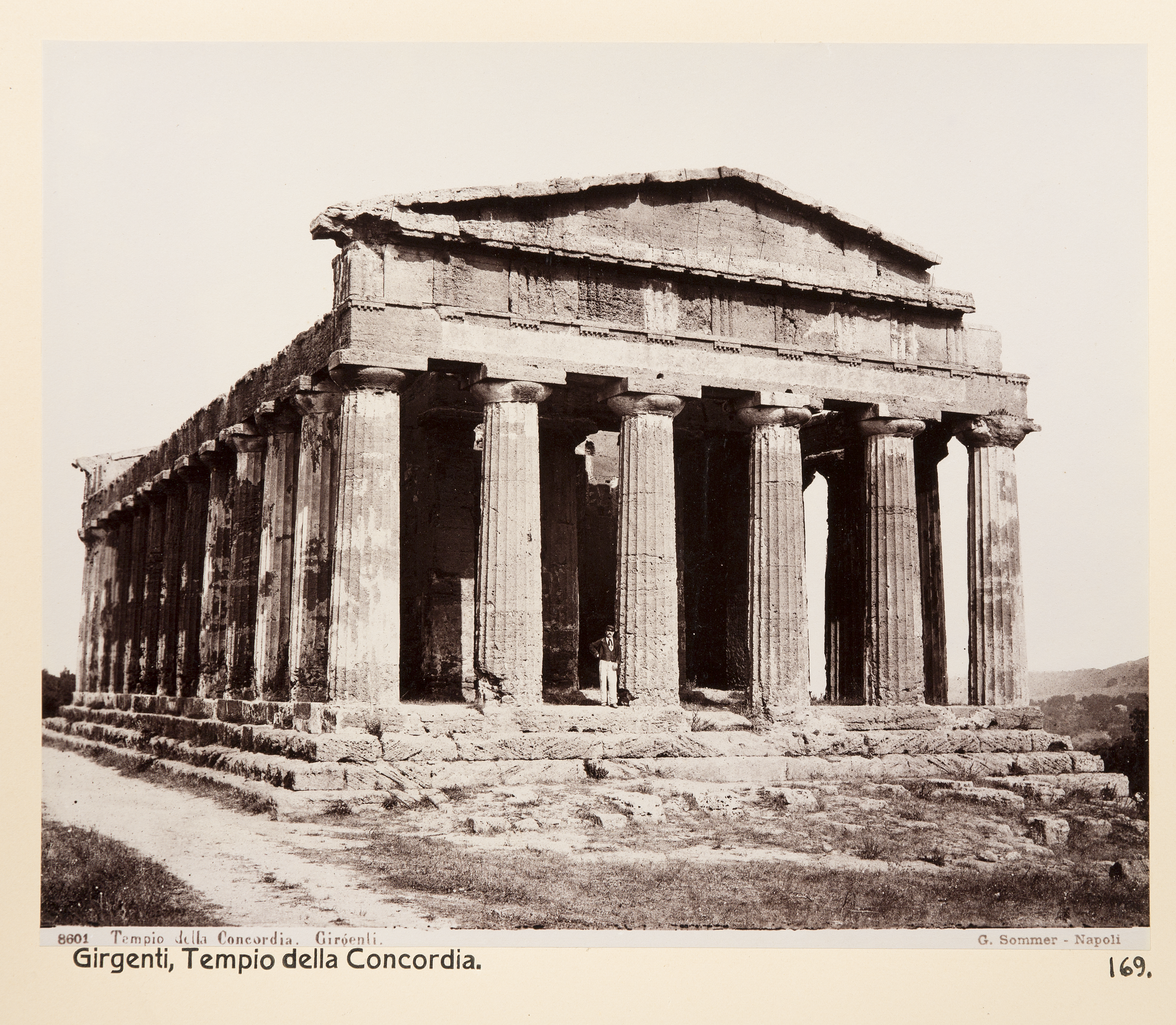
1888년경 콩코르디아 신전
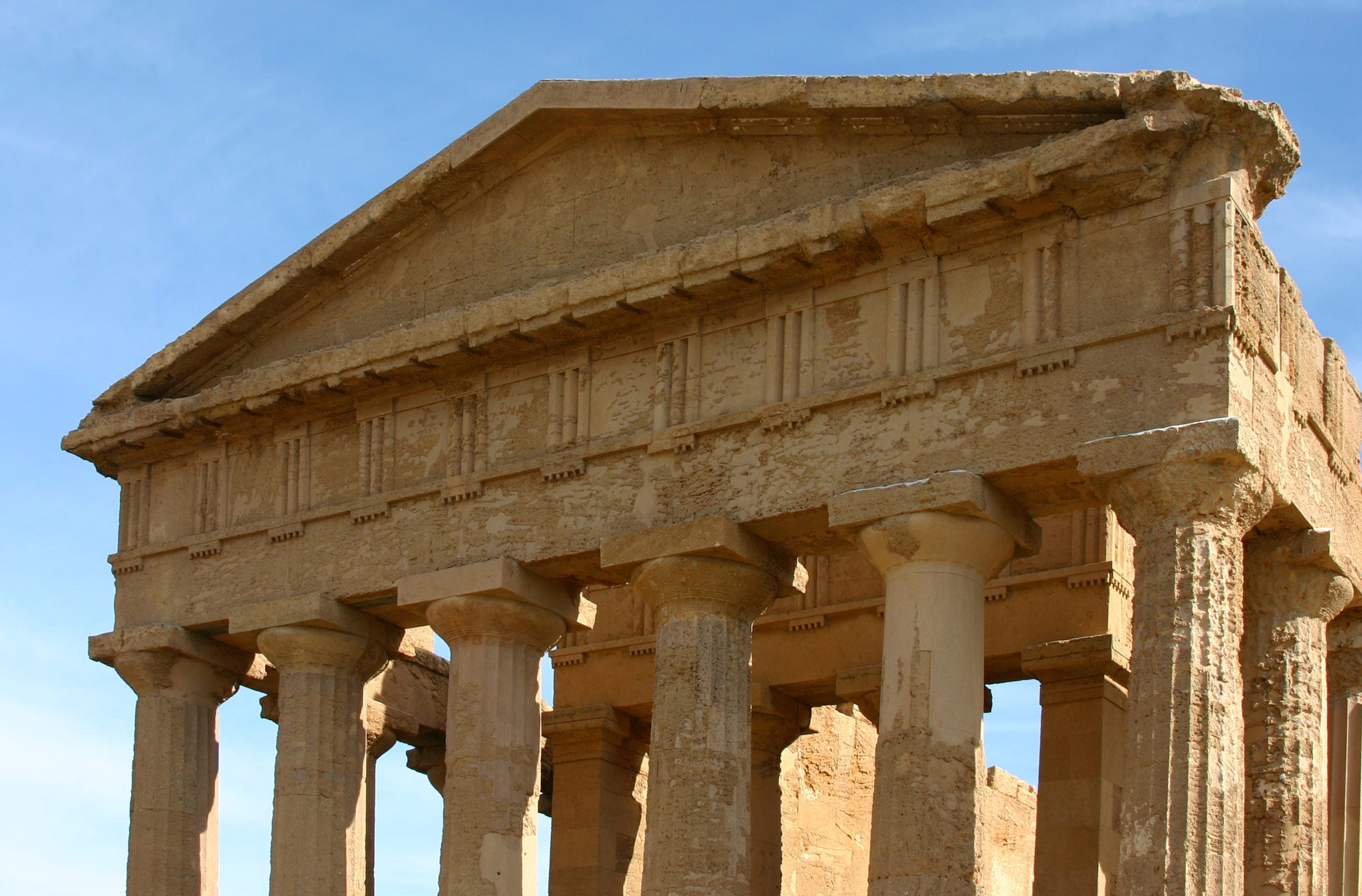
콩코르디아 신전의 서쪽 파사드, 트리글리프와 구타에가 눈에 띈다.

## 참고 문헌
- Barone, P. M.; Graziano, F.; Pettinelli, E.; Corradini, R. Ginanni (2007). “Ground-penetrating radar investigations into the construction techniques of the Concordia Temple (Agrigento, Sicily, Italy)”. 《Archaeological Prospection》 14 (1): 47–59. doi:10.1002/arp.300.
- Standish, Frank Hall (1837). 《The shores of the Mediterranean》. Edward Lumley. 132–133쪽.